# Luci van Org
Luci Van Org, pseudoniem van Ina Lucia Hildebrand, (West-Berlijn, 1 september 1971) is een Duits zangeres  en schrijfster.

## Leven en werk
Luci van Org is in Berlin Tempelhof geboren en was begin van de jaren 1990 als Eena actief (onder meer zong ze in de film Go Trabi Go).
Tussen 1994 en 2004 presenteert ze het programma Blue Moon mit Luci en andere uitzendingen op de radiozender Fritz. Als zangeres was ze in het begin nog bekend onder de naam Lucilectric. Onder deze naam bracht ze in 1994 ook haar bekendste nummer Mädchen uit. In 2003 en 2006 bracht ze met haar band Das Haus von Luci twee albums uit.
Sinds 2000 schrijft ze soms ook columns voor onder andere de Berliner Morgenpost.
Op 27 oktober 2004, in een show voor het 20-jarige podiumjubileum van de artieste Tima die Göttliche in de Berlijnse Ufa-fabriek, kreeg Van Org veel bijval toen ze – hoogzwanger – op het podium verscheen en met Tima die Göttliche in duet het Lied für Meine Feinde zong.
In 2007 werd Luci van Org oprichtster van haar band Üebermutter, een band in de stijl van Neue Deutsche Härte waarvan het eerste album, Unheil, in 2008 verscheen.
Samen met Roman Shamov stond ze in 2010 aan de wieg van het indie electropop duo Meystersinger, welke onafhankelijk van uitgevers, met behulp van crowdfunding inmiddels 3 albums uitgebracht heeft.
Luci van Org is songwriter voor onder meer Nena, Nina Hagen, Terrorgruppe, Eisblume en Panda, tevens is ze producente van Panda en Katharina Saalfrank.
Naast haar activiteiten in de muziek is Luci van Org ook actrice en presentatrice. Ze was in diverse films en series te zien en heeft vanaf 2007 enkele afleveringen van series, in 2011 ook het draaiboek van de film Lollipop Monster geschreven. Het toneelstuk Die 7 Todsünden oder die Hochzeit der Wetterfee is een samenwerking van Luci van Org met acteur Andreas Schmidt. Luci van Org heeft naast diverse columns ook enkele romans en korte verhalen geschreven: Een bijdrage aan Taxigeschichten in 2002, het verhalenbundel Der Tod wohnt nebenan in 2006, haar roman Frau Hölle 2013, dan in 2015 Schneewittchen und die Kunst des Tötens en in 2017 Die Geschichten von Yggdrasil - Das kleine Familienbuch der nordischen Sagen.
Luci van Org heeft sinds 2004 een zoon samen met Axel Hildebrand, met wie ze in 2001 getrouwd is.

## Discografie
Als Eena:
- 18 so What (Single)
- Welcome to the Sun (Single)
- Gates of Eden (Single en deel van de soundtrack van Go Trabi Go)

Met Lucilectric:
- Mädchen, album, 1994
- Süß und Gemein, album, 1996
- Tiefer, album, 1997

Als Luci van Org:
- Waterfalls, single, 1999
- No Endless Summer, single, 2000, Plewka feat. Luci van Org
- Notaufnahmen, album, 2010, onderdeel van het boek Notbuch

Met Das Haus von Luci:
- Der verbotene Raum, album, augustus 2003
- Kein Liebeslied, maxi-cd, augustus 2003
- Lied für Meine Feinde, maxi-cd, januari 2004
- Der Tod wohnt nebenan, album, 2006, onderdeel van het gelijknamige boek

Met Üebermutter:
- Heim und Herd, single, 2007
- Unheil, album, 2008
- Wein mir ein Meer, single, 2008

Met Meystersinger:
- Trost, album, 2012
- Haifischweide, album, 2014
- Frieden, album, 2017

## Boeken
- 2006 Der Tod wohnt nebenan (Parthas)
- 2013 Frau Hölle (Ubooks)
- 2015 Schneewittchen und die Kunst des Tötens (U-line)
- 2017 Die Geschichten von Yggdrasil - Das kleine Familienbuch der nordischen Sagen (Edition Roter Drache)

## Filmografie

### Films
- 1996 Liane
- 1999 Latin Lover
- 2000 Schrott - Die Atzenposse
- 2000: Gesteinigt – Der Tod der Luxuslady
- 2001 Der Vamp im Schlafrock
- 2002 Führer Ex
- 2011 Lollipop Monster (bijrol en samen met Ziska Riemann draaiboek)
- 2019: Electric Girl Co-draaiboek met Ziska Riemann, Dagmar Gabler en Angela Christlieb

### Televisie
- 1998: Mama ist unmöglich (seizoen 2)
- 2000: Code Name: Eternity – Gefahr aus dem All (1 aflevering)
- 2002: Edel & Starck (1 aflevering)
- 2002: In aller Freundschaft (aflevering 148: Rivalitäten)
- 2004: Balko (eine aflevering)
- 2004: Schloss Einstein (3 afleveringen)
- 2011: Heim Herd Hund (6 afleveringen)
- 2017–2019: WaPo Bodensee (scenario 11 afleveringen)
- 2019: Letzte Spur Berlin (seizoen 8 / scenario afleveringen 4 en 12)
- 2020: Der Lehrer (scenario 1 aflevering)
- 2021: WaPo Berlin (co-scenario aflevering 15 en 16)
- 2022: Lena Lorenz: Baby auf Probe (scenario)
- 2022: Letzte Spur Berlin (seizoen 11 / scenario aflevering 4)
- 2022: WaPo Berlin (co-scenario en een afleveringshoofdrol aflevering 24)
- 2023: Letzte Spur Berlin (seizoen 12 / scenario aflevering 8)